# Червоний знак божевілля
«Черво́ний знак божеві́лля» (італ. Il rosso segno della follia) — італійсько-іспанський кінофільм 1970 року, готичне джалло, поставлене режисером Маріо Бава з канадським актором Стівом Форсайтом і німецько-італійською акторкою Лаурою Бетті в головних ролях, також у фільмі знімалися Даґмар Лассандер, Хесус Пуенте, Фемі Бенуссі та інші.

## Сюжет
Головний герой фільму тридцятирічний Джон Гаррінґтон (Стів Форсайт) — молодий і привабливий власник магазином весільних суконь. Його переслідує страшний дитячий спогад про загадкову та насильницьку смерть матері. Він відчуває жагу до вбивства молодих жінок, які збираються одружитися. Жертвами стають або клієнтки, або моделі його дому моди. Наприклад, Аліс Нортон (Фемі Бенуссі), яку Гаррінґтон вбиває та спалює в теплиці.
Водночас Джон має нещасливий шлюб з Мілдред (Лаура Бетті), яка не хоче розлучатися з ним: після чергової сварки він убиває і її та дивом уникає викриття інспектором Расселом (Хесус Пуенте). Останній підозрює Джона, але не може зібрати достатньо доказів для звинувачення. Гаррінґтон закохується в чергову модель Гелен Вуд (Даґмар Лассандер), але тим часом його переслідує привид Мілдред, яка не дає покою. Джон втікає із засідки, влаштованою поліцією, і отримує алібі від Гелен.
Одержимий нестримною жагою до вбивств, Джон врешті розуміє, що це саме він убив свою матір, яка збиралася знову вийти заміж. Поліція, використавши Гелен як приманку, арештовує його. Джона відправляють у психіатричний притулок, але привид Мілдред його не полишив…

## Знімальна група

### Акторський склад
| Актор                | Роль                        | В оригіналі              |
| -------------------- | --------------------------- | ------------------------ |
| Стів Форсайт         | Джон Гаррінґтон             | John Harrington          |
| Лаура Бетті          | Мілдред Гаррінґтон          | Mildred Harrington       |
| Даґмар Лассандер     | Гелен Вуд                   | Helen Wood               |
| Хесус Пуенте         | інспектор Рассел            | inspector Russell        |
| Фемі Бенуссі         | Аліс Нортон                 | Alice Norton             |
| Антонія Мас          | Луїза                       | Louise                   |
| Алан Коллінз         | Ванс                        | Vences                   |
| Жерар Тічі           | lоктор Каллевей             | Dr. Kalleway             |
| Веро́ніка Ллімера́     | Бетсі                       | Betsy                    |
| Паскуале Фортунато   | Джон Гаррінґтон у дитинстві | John Harrington as a boy |
| Хосе Ігнасіо Абадаль | Кейн                        | Kane                     |
| Сільвія Лієнас       | Вікі                        | Vicky                    |
| Монсеррат Ріва       | наречена в потязі           | Bride on Train           |
| Гвідо Барлоччі       | —                           | (у титрах не вказаний)   |
| Бруно Боскетті       | поліцейський                | (у титрах не вказаний)   |
| Елена Де Вітт        | модель                      | (у титрах не вказана)    |

### Основний творчий колектив
- Режисер: Маріо Бава;
- Сценарій: Сантьяго Монкада;
- Оператор-постановник: Маріо Бава (Eastmancolor[en]);
- Музика: Санте Марія Ромітеллі[it], аранжував Луїджі Дзіто (RCA Records);
- Монтаж: Соледад Лопес;
- Художник-постановник: Джулія Мафаї[it].

### Зйомки
- Декорації: Хесус Марія Ерреро;
- Костюми: Надія Фабріані (весільні сукні — Монсеррат Ріба Відаль, Хосе Марія Тресерра);
- Макіяж: Еліза Аспач, П'єро Мекаччі;
- Зачіски: Іполіта Лопес, Емілія Дзачіні;
- Оператор: Хайме Деу Касас, Еміліо Варріано;
- Асистент режисера: Ламберто Бава[it], Рікардо Волкер;
- Другий асистент режисера: Маріо Б'янкі[it];
- Асистенти оператора: Марчелло Анконетані, Джанлоренцо Баталья, Авеліно Карла;
- Асистенти монтажу: Ліліана Серра;
- Асистент арт-директора: Джузеппе Альдрованді;
- Асистент директора декорацій: Джанна Спіріто;
- Звук: П'єтро Ортолані;
- Фотограф: Хосе Адріан, Джузеппе Паррабано;
- Керівник сценарію: Маріса Агостіні, Патриція Дзуліні;
- Титри: Луїджі Б'ямонте, Міро Грізанті.

### Постпродукція
- Продюсери: Мануель Каньо Санчіріако, Джузеппе Дзаккаріелло з Pan Latina Films (Мадрид), Mercury Films (Рим), Películas Ibarra y Cía S.A. (Madrid);
- Асоційований продюсер: Енцо Ферла;
- Менеджер продакшену: Хайме Фернандес Сід;
- Асоційований менеджер продакшену: Граціано Фабіані, [Хосе] Педро Вільянуева;
- Секретар продакшену: Антоніо Анґрісано[2].

## Прокат
16 грудня 1969 року стрічка отримала візу від цензорів під № 55164. Первинно робочою назвою стрічки була «Сокира для медового місяця» (італ. Un'accetta per la luna di miele). Крім оригінальної італійської назви (італ. La dama rossa uccide sette volte), під якою фільм вийшов у прокат, мали місце й оригінальні назви в деяких країнах:
- Австралія,  Велика Британія,  Канада,  Норвегія,  США — англ. Hatchet for the Honeymoon;
- Бразилія — порт. O Alerta Vermelho da Loucura;
- Велика Британія — англ. Blood Brides;
- Греція — грец. O sadistis;
- Еквадор — італ. Il rosso segno della follia;
- Іспанія — ісп. Un hacha para la luna de miel;
- Канада — фр. Meurtres à la Hache;
- Польща — пол. Siekiera na miesiąc miodowy;
- Португалія — порт. As Noivas da Morte, порт. Lua de Mel Sangrenta;
- СРСР — рос. Топор для новобрачной;
- Угорщина — угор. Hentesbárd;
- Фінляндія — фін. Kalman hääyö;
- Франція — фр. La baie sanglante 2, фр. Une hache pour la lune de miel;
- ФРН — англ. Red Wedding Night;
- Швеція — швед. Honeymoon;
- Японія — яп. クレイジー・キラー/悪魔の焼却炉.

Фільм вийшов у прокат в Італії 2 червня 1970 року, 23 червня відбулася прем'єра в Турині. В інших країнах пізніше:
- Іспанія — 14 вересня 1970 року;
- Велика Британія — грудень 1972 року;
- США — 9 лютого 1974 року;
- Франція — 19 червня 1974 року
- ФРН — грудень 1986 року (прем'єра на відео-носіях);
- Фінляндія — 25 жовтня 2003 року (фестиваль Night Visions[en]), 1 листопада 2003 року (Iik!! Horror Film Festival);
- Австралія — 7 червня 2015 року (прем'єра на Blu-ray).

Першим дистриб'ютором в Італії та Іспанії стала компанія Metro-Goldwyn-Mayer. В інших країнах:
- Австралія — Umbrella Entertainment[en] (2005, DVD), Shock (2015), Cinema Cult (2015, DVD, Blu-ray);
- Велика Британія — Odeon Entertainment (2009, DVD), Tigon Pictures (1972, дубляж), 88 Films (2021, Blu-ray);
- Іспанія — Vídeo Mercury Films (1970);
- Італія — Eagle Pictures[it] (2006, DVD);
- Німеччина — Koch Media (2004, DVD), Wicked-Vision Media (2016, DVD, Blu-ray);
- США — G.G. Communications Inc. (1974, дубляж), AVCO Embassy Television (1975, дубляж, ТБ), VCI Home Video (VHS), Alpha Video Distributors (1995, VHS), Something Weird Video[en] (1998, VHS), Image Entertainment[en] (2000, DVD), Reel Media International (2005—2008, ТБ), Redemption (2012, DVD, Blu-ray);
- Швеція — Video Invest AB (VHS).